# هارون عثمان أوغلي
هارون عثمان أوغلي (بالتركية: Harun Osmanoğlu)‏ هو رئيس السلالة العثمانية الحالي (ولد في 22 يناير عام 1932 في مدينة دمشق في سوريا). هو حفيد السلطان عبد الحميد الثاني من الجيل الثالث. أصبح رئيس السلالة العثمانية بعد وفاة سابقه دوندار علي عثمان يوم 18 يناير 2021.

## حياته
متزوج من فريزة خانم أفندي، وله 3 من الأبناء: أورخان عثمان أوغلي وعبد الحميد قاييخان عثمان أوغلي ونورهان عثمان أوغلي.
والده هو محمد عبد الكريم أفندي، الابن الوحيد لمحمد سليم أفندي، الذي هو الابن الأكبر للسلطان عبد الحميد الثاني.